# حسين مستهيل
حسين مستهيل، لاعب كرة قدم عماني سابق قد كان يلعب مع نادي النصر العماني، وفي نوفمبر 2007 انتقل إلى نادي الساحل الكويتي.

## روابط خارجية
- حسين مستهيل على موقع الاتحاد الدولي (مؤرشف)  (الإنجليزية)
- حسين مستهيل على موقع ناشيونال فوتبول تيمز (الإنجليزية)
- حسين مستهيل على موقع Soccerway.com (الإنجليزية)
- حسين مستهيل على موقع كووورة